# Cinoscèfales
Cinoscèfales (en llatí Cinoscephalae, en grec antic Κυνὸς κεφαλαί "Kynós Kephalai", literalment 'caps de gossos') era un lloc de Tessàlia en una zona muntanyosa, situat sota dos turons en forma de cap de gos, al sud del territori d'Escotussa al qual pertanyia, segons diu Plutarc. Va ser l'escenari de dues grans batalles:
- La primera Batalla de Cinoscèfales a l'any 364 aC, una batalla entre Tebes i Alexandre de Feres en la qual va morir Pelòpides i els tebans van ser derrotats.
- La segona batalla de Cinoscèfales el juny del 197 aC en què Filip V de Macedònia va ser derrotat pel cònsol romà Tit Quinti Flaminí.[1]